# エゾコウゾリナ属
エゾコウゾリナ属（えぞこうぞりなぞく、Hypochaeris）はキク科の属の1つ。タンポポに似ているのが特徴。

## エゾコウゾリナ属の植物
- エゾコウゾリナ H. crepidioides
- オウゴンソウ H. ciliata
- ヒメブタナ H. glabra
- ブタナ H. radicata